# Ján Došek
Ján Došek (5. srpna 1908, Smolinské – 27. března 1978, Nitra) byl slovenský básník. Jeho otec byl Štefan Došek, matka Cecília roz. Baloghová. Ján studoval na gymnáziu v Skalici a v Trnave, pak pracoval jako učitel v Smolinském, úředník nakladatelství Academia v Bratislavě, nakladatelství Slovenskej ligy a jiných podniků a pracovník Slovenskej knihy v Nitře. V letech 1954–1955 byl ředitelem Banskobystrických pekáren. Své sociálně motivované básně publikoval v Slovenských smeroch, Elánu, Kultúrnom živote a jiných periodikách.